# 馬克 (插畫家)
李含仁（1975年—），筆名馬克，臺灣網路圖文插畫家，以職場百態為題材創作而聞名。

## 教育經歷
- 新北市立永和國民中學 美術班
- 新北市私立復興高級商工職業學校 第二屆 廣告設計科
- 中國文化大學 美術系

馬克畢業後曾在數家廣告公司任職，27歲自行創業，先後成立FaceName人像設計繪製館、美學經濟有限公司。過往在無名小站設有部落格《我是馬克：五斗米靠腰》，目前則以臉書《我是馬克》粉絲專頁為其主要活動平台。

## 風格
馬克於 2008年 8月起在部落格上以職場百態為主要題材進行三格或四格漫畫創作，風格幽默且一針見血，在網路上獲得極大迴響，因而成名。絕大多數漫畫作品內都會出現「靠腰」二字，為其最顯著特色。

## 著作
- 《五斗米靠腰》，馬克，智言館，2009年7月1日，ISBN 9789868450639
- 《五斗米靠腰：菜鳥IN起來》，馬克，天下文化，2012年7月31日，ISBN 9789862169902
- 《五斗米靠腰：老闆不願透露的事》，馬克，天下文化，2013年1月29日，ISBN 9789863201182
- 《五斗米靠腰：人人有腰靠》，馬克，天下文化，2013年7月26日，ISBN 9789863202301
- 《五斗米靠腰：靠，知道了》，馬克，天下文化，2014年1月24日，ISBN 9789863203759
- 《五斗米靠腰：職場沒有自己人》，馬克，天下文化，2014年7月10日，ISBN 9789863205005
- 《五斗米靠腰：職場這麼活》，馬克，天下文化，2015年2月5日，ISBN 9789863206781
- 《五斗米靠腰：下班誰不愛》，馬克，天下文化，2016年1月28日，ISBN 9789863209379
- 《五斗米靠腰：非官方職務說明》，馬克，天下文化，2017年1月20日，ISBN 9789864791460
- 《職來職往：笑懂職場的暗黑與明白》，馬克，天下文化，2018年2月1日，ISBN 9789864793846
- 《我是馬克：就算靠腰，人生還是要一直走下去》，馬克，天下雜誌，2018年10月1日，ISBN 9789863983668
- 《職來職往2：笑傲職場的有異與無常》，馬克，天下文化，2019年4月30日，ISBN 9789864796823
- 《職來職往3：笑看職場的遠水與近火》, 馬克，天下文化，2020年1月21日, ISBN 9789864799220

## 外部連結
- 馬克IG
- 馬克 Facebook （页面存档备份，存于）
- 馬克 痞客邦 （页面存档备份，存于）
- 馬克 Google+
- 馬克 PChome （页面存档备份，存于）
- 馬克 Plurk （页面存档备份，存于）
- 馬克 微博 （页面存档备份，存于）
- 今周刊／馬克有病呻吟的「靠腰哲學」 （页面存档备份，存于）
- 虛擬馬克，道出職場真心話 （页面存档备份，存于）
- 從漫畫到舞台劇  馬克繼續陪你為五斗米靠腰